# Belgrandiella parreyssii
Belgrandiella parreyssi é uma espécie de gastrópode  da família Hydrobiidae.
É endémica de Austria.